# Jordi Juan Riquer
Jordi Juan Riquer (Eivissa, 1905 — 1987) fou un assagista i novel·lista eivissenc amb una trajectòria marcada per l'activisme polític i cultural. Llicenciat en dret, va participar en entorns progressistes i, el 1936, s'afilià a la CNT. Fundador i director de la revista Proa i d'altres publicacions, va destacar amb la novel·la de denúncia social Metges... o traficants? (1937). Contrari a la pena de mort, va condemnar els crims del setembre de 1936. Empresonat 17 vegades durant el franquisme, abandonà la literatura activa, deixant una obra parcialment inèdita.